# Alvarenga Peixoto
Inácio José de Alvarenga Peixoto, conegut habitualment pels cognoms Alvarenga Peixoto   (Rio de Janeiro, 1742 ↔ 1744 - Ambaca, 27 d'agost de 1792), va ser un advocat i poeta de Rio de Janeiro, i un dels principals organitzadors de la Inconfidência Mineira. Va ser detingut i jutjat per participar en aquest moviment revolucionari, havent estat condemnat a l'exili perpetu a l'Àfrica. Alvarenga Peixoto és autor de la inscripció llatina a la bandera de Minas Gerais: "Libertas quae sera tamen".
Participó de Arcádia Mineira, signant amb els pseudònims de Alceu i de Eureste Fenício.

## Biografia
Nascut a la ciutat de Rio de Janeiro, era fill de Simão Alvarenga Braga i Ângela Micaela da Cunha. Va estudiar al Colégio dos Jesuítas de Rio de Janeiro, anomenat Humberto de Souza Mello. Havent-se traslladat a Portugal, on va obtenir la llicenciatura, amb honors, en Dret a la Universitat de Coimbra. Allà va conèixer el poeta Basilio da Gama, amb qui es va fer amic.
Al Regne, va ocupar el càrrec de jutge des de fora al poble de Sintra. De tornada al Brasil, la de senadora per la ciutat de São João del-Rei, a la capitania de Minas Gerais. Allà també va ocupar el càrrec de defensor del poble del districte de Rio das Mortes i es va casar amb la poeta Bárbara Heliodora Guilhermina da Silveira, amb qui va tenir quatre fills: Maria Ifigênia, José Eleutério, João Damasceno (que més tard va canviar el seu nom pel de João Evangelista) i Tristan de Alvarenga.

## Participació en la Inconfidência
Va freqüentar l'aleshores Vila Rica. Va deixar el poder judicial, encarregant-se de l'agricultura i la mineria a la regió sud de Minas Gerais, més concretament a les ciutats de Campanha i São Gonçalo do Sapucaí, aquesta darrera ciutat on va gastar quasi tota la seva fortuna per obrir un canal d'uns 30 quilòmetres. per cobrir les millors mines d'or del poble i rentar la terra.
Va ser amic dels poderosos de l'època i va compartir amb altres intel·lectuals del seu temps les idees llibertàries sorgides de la Il·lustració. Entre aquestes personalitats destaquen els poetes Cláudio Manuel da Costa i Tomás Antônio Gonzaga.
Pressionat pels deutes i els impostos vençuts, va acabar implicant-se en la Conjuració Mineira. Denunciat, empresonat a Ilha das Cobras, jutjat i condemnat, va ser deportat a Angola, on va morir poc després de la seva arribada, víctima d'una febre tropical que en aquell moment assolava la regió.

## Obres
- A Dona Bárbara Heliodora (poesía).
- A Maria Ifigênia (poesía).
- Canto Genetlíaco (poesía, 1793).
- Estela e Nize (poesía).
- Eu Não Lastimo o Próximo Perigo (poesía).
- Eu Vi a Linda Jônia (poesía).
- Sonho Poético (poesía).